# Římskokatolická farnost Božice
Římskokatolická farnost Božice je územní společenství římských katolíků s farním kostelem svatého Petra a Pavla v obci Božice ve znojemském děkanství.

## Historie farnosti
Nejstarší písemné zprávy o Božicích se vztahují k roku 1225. Dne 25. dubna tohoto roku byl Jindřichem, titulárním biskupem z Troje, vysvěcen farní kostel svatého Petra a Pavla. Ten patří díky románskému jádru a gotickému vnitřku k nejstarším kostelům v okolí a je dodnes významnou stavbou v obci. Barokní fara pochází z konce 17. století. Zápisy ve farní matrice začínají rokem 1683. 

## Duchovní správci
- Boleslav Česlav Chroboczek OFMConv († 2013)
- R. D. Mgr. Petr Bartoněk, administrátor excurrendo od 1. srpna 2007[2]

## Bohoslužby
| Kostel                | Místo            | Bohoslužba (den) | Hodina | Poznámka     |
| --------------------- | ---------------- | ---------------- | ------ | ------------ |
| svatého Petra a Pavla | České Křídlovice | neděle           | 10.30  | Farní kostel |

## Aktivity ve farnosti
Dnem vzájemných modliteb farností za bohoslovce a bohoslovců za farnosti brněnské diecéze je 1. duben. Adorační den připadá na nejbližší neděli po 10. červnu.
Ve farnosti se pravidelně koná tříkrálová sbírka. V roce 2015 se při ní vybralo 16 667 korun. V roce 2017 činil její výtěžek 17 592 korun.
Žehnání mladého vína během mše svaté probíhá každoročně kolem 27. prosince, tedy na sv. Jana Evangelistu. Organizaci a sběr vzorků zajišťuje Družstvo božických vinařů.